# Dictyna tucsona
Dictyna tucsona là một loài nhện trong họ Dictynidae.
Loài này thuộc chi Dictyna. Dictyna tucsona được Ralph Vary Chamberlin miêu tả năm 1948.